# Alfred Carroll Richmond
Alfred Carroll Richmond, ameriški admiral, * 18. januar 1902, Waterloo, Iowa, † 15. marec 1984, Claremont, Kalifornija.